# Куйтежа
Ку́йтежа (карел. Kuiteža или Kuittine) — старинная карельская деревня, административный центр Куйтежского сельского поселения Олонецкого национального района Республики Карелия.

## Общие сведения
Расположена в 19 км к востоку от города Олонца, на берегу реки Мегрега, в 8 км на восток от автомагистрали Р21 «Кола».

## История

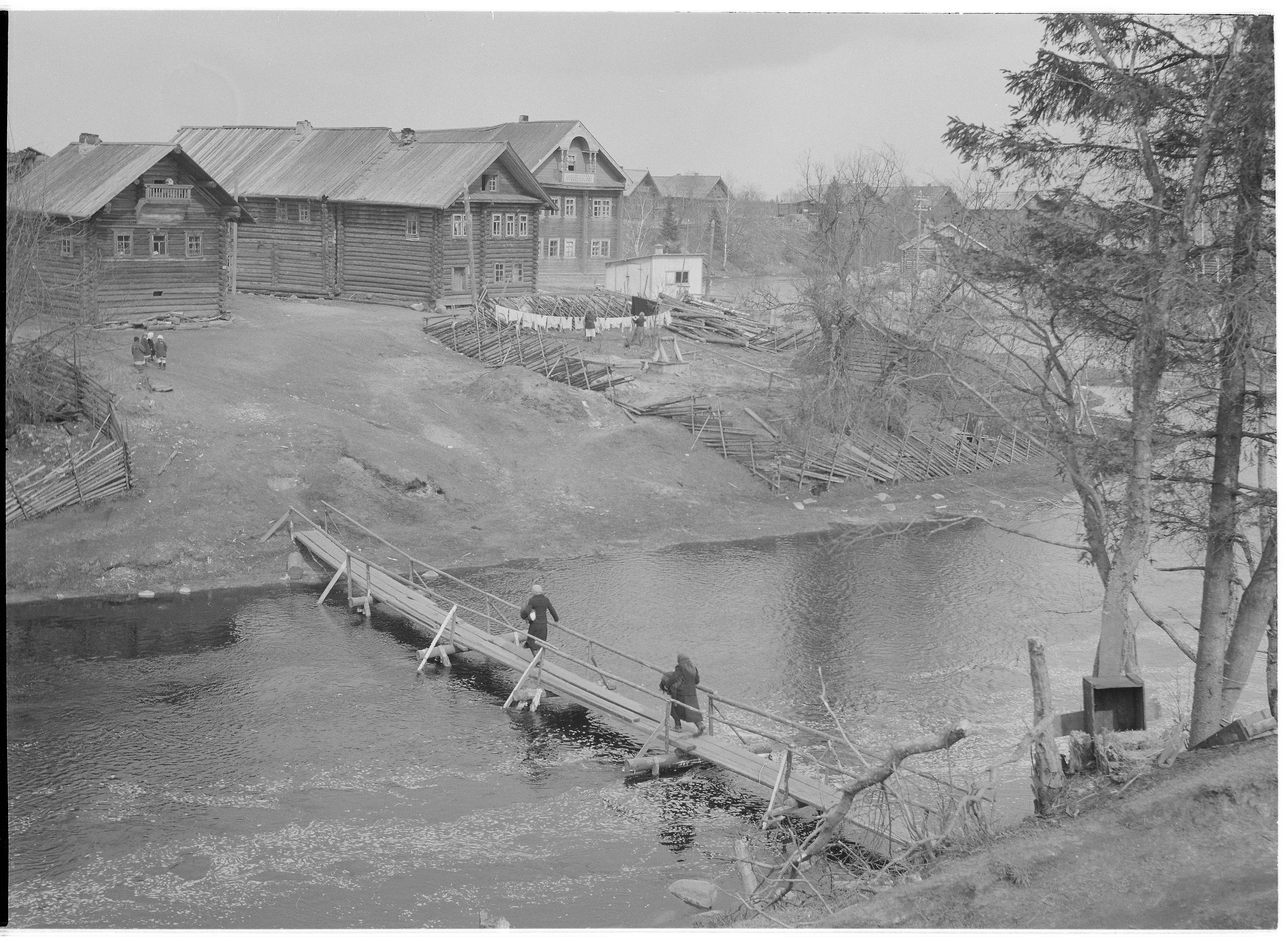
Вид на деревню в 1942 году

Первое письменное упоминание относится к 1137 году.
В 1870-х годах в Куйтеже был построен вододействующий железопередельный завод.
Куйтежский железоковательный олонецких купцов Владимира и Николая Серебряковых на р. Мегреге, в д. Куйтеже… всего 22 человека из окрестных крестьян.
У Серебряковых купил завод купец Василий Куттуев. В 1837 году на заводе работали 112 человек, изделий производилось на 33252 рубля. В 1914-15 годах во время первой мировой войны завод работал по заказам военного ведомства (выпускал лопаты, кирки и якоря). Завод существовал и после падения монархии в 1917 году, сведения о нём мы находим даже за 1921 год. На Куйтежском заводе изготавливали косы, серпы, плуги, котлы, сковороды.
В 1922 году вступила в строй Олонецкая электростанция, затем электростанции в Куйтеже и Мегреге.
По состоянию на 15 октября 1946 года в селе Куйтеже действовала церковь Русской православной церкви — одна из шести на территории Карело-Финской ССР. Однако священника в ней не было.
В 1957 году в состав Куйтежи были включены населённые пункты — Исаевка, Набор, Новые Пески, Чархалица, Ярчелица и посёлок МТС.
В 1959-м — 1990-х годах в деревне действовал зверосовхоз «Куйтежский», где выращивалась норка, песец, серебристо-чёрная лисица.

## Памятники истории

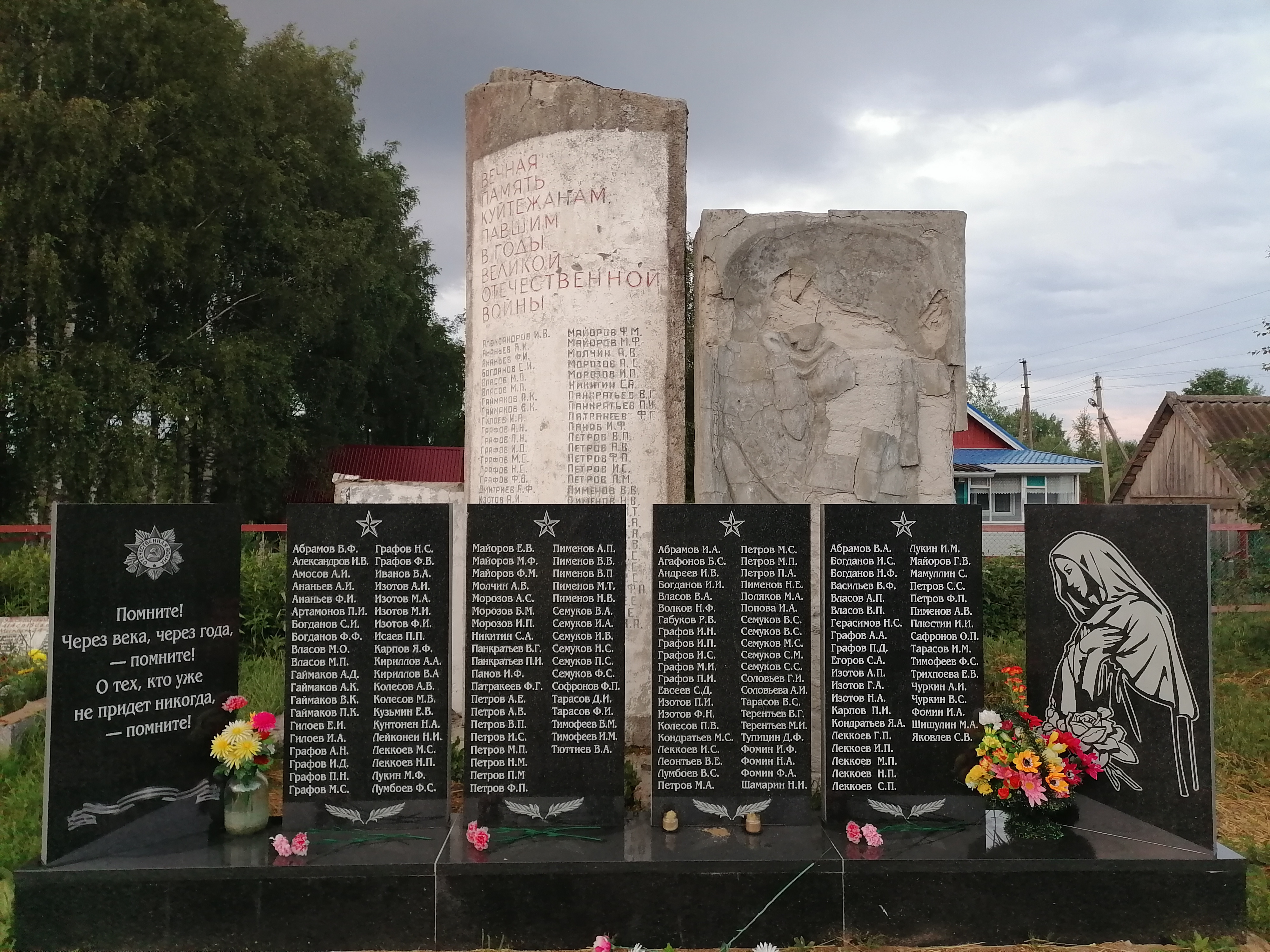
Братская могила,

В деревне сохраняется памятник истории — братская могила советских воинов и памятный знак в честь односельчан, павших в годы Советско-финской войны (1941—1944). В братской могиле захоронено 16 воинов 18-й Мгинской Краснознамённой стрелковой дивизии, погибших в июне 1944 года. Рядом с могилой, на памятном знаке расположен список из 58 фамилий односельчан, павших на фронтах Великой Отечественной войны.

## Памятники природы
В 7 км на север от деревни расположен государственный региональный болотный памятник природы — Болото Левотсуо площадью 943,0 га, ценный ягодник клюквы и морошки.
В 2 км на север от деревни расположен государственный региональный болотный памятник природы — Болото Кохтусуо площадью 821,0 га, ценный ягодник клюквы и морошки.

## Население
Численность населения деревни в 1970 году составляла 958 чел.
| 2002 | 2009 | 2010 | 2013 |
| ---- | ---- | ---- | ---- |
| 746  | ↘729 | ↘586 | ↘576 |

## Интересные факты
Крестьянин деревни Куйтежа Богданов Иван Ефимович, участник Русско-японской войны, младший унтер-офицер 123-го Козловского полка, был награждён знаком отличия военного ордена Святого Георгия 4-й степени.

## Улицы
- ул. Комсомольская
- пер. Ленина
- ул. Ленина
- ул. Мира
- ул. Молодёжная
- ул. Набережная
- ул. Новая
- ул. Октябрьская
- ул. Олонецкая
- ул. Пушная
- ул. Речная
- пер. Речносельский
- ул. Филиппова
- ул. Школьная